# ماكروكوريون (إماثيا)
ماكروكوريون (Μακροχώριον) هي مدينة في إيماثيا في مقاطعة فوريا إلادا في اليونان.